# Zaur Karieżew
Zaur Atmirowicz Karieżew (ros. Заур Атмирович Карежев; ur. 23 listopada 1988) – rosyjski zapaśnik startujący w stylu klasycznym. Trzeci w Pucharze Świata w 2008 i szósty w 2012. Mistrz świata juniorów w 2008, trzeci na ME w 2006. Brązowy medalista Rosji w 2010, 2011 i 2012 roku.